# Franz Fauth
Franz Friedrich Christian Fauth (* 25. April 1841 in Dudweiler; † 17. Oktober 1905 in Höxter) war ein deutscher Gymnasiallehrer.

## Leben
Franz Fauth war der Sohn des Pfarrers Heinrich Ludwig Fauth (* 23. November 1804 in Saarbrücken; † 10. November 1844 in Dudweiler) und dessen Frau Luise Freiin von Meckel (* 1. Februar 1804 in Wetzlar; † 12. Dezember 1864 in Ludweiler). Er entstammte einer alten Kaufmannsfamilie in Saarbrücken, wo sein Großvater Johann Philipp Fauth (* 18. August 1754 in Mülheim/Rhein; † 5. November 1836 in Saarbrücken) Kammerrat, Bankier und Mitbesitzer eines Kolonialwarengroßhandels gewesen war. Nach dem Tod seines Vaters zog Franz mit seiner Mutter und seinen vier Geschwistern nach Saarbrücken, wo er das Königliche Gymnasium besuchte. Vom Wintersemester 1861 bis zum Wintersemester 1866 studierte er an den Universitäten Göttingen, Halle-Wittenberg, Tübingen und Bonn hauptsächlich Theologie und Philosophie. Fauth hatte beabsichtigt den Beruf seines Vaters zu ergreifen. Während seines Studiums wurde er 1861 Mitglied der Schwarzburgbund-Verbindung Burschenschaft Germania Göttingen, damals noch im Wingolfsbund; 1863 trat er dem Hallenser und 1864 dem Tübinger Wingolf bei. Er bestand 1865 in Koblenz das erste theologische Examen (pro licentia concionandi) und Ostern 1867 das zweite theologische Examen (pro ministerio).
Danach war er als Hauslehrer in Sulzbach/Saar und in Schönecken tätig. 1868 ging er an das königlich preußische Predigerseminar in Wittenberg. Eine Halskrankheit nötigte ihn, sich vom Pfarrberuf in den weniger stimmlich ermüdenden Schuldienst zurückzuziehen. Daher bestand er 1870 in Bonn die Prüfung zum Gymnasiallehrer (pro facultate docendi) und erwarb sich den akademischen Grad eines Doktors der Philosophie. 1870 fand er am Gymnasium in Saarbrücken eine Stelle als kommissarischer Lehrer und rückte dort 1871 in die dritte ordentliche Lehrerstelle ein. Im Herbst 1874 erhielt er die erste ordentliche Lehrerstelle am Königlichen Gymnasium in Düsseldorf, wo er Ostern 1876 Oberlehrer der Bildungsanstalt wurde. 1879 folgte er einem Ruf als Oberlehrer an das König-Wilhelm-Gymnasium Höxter, wo er im August 1885 den Titel eines Professors erhielt und am 26. Februar 1901 Direktor der Bildungsstätte wurde. Nachdem er einen Ausflug mit seinen Schülern unternommen hatte, ergriff ihn am 30. Juni eine Erkältung. Da er weiter seiner Arbeit nachkam, verbesserte sich sein Gesundheitszustand nicht. Kurz nachdem ihm Urlaub genehmigt worden war, verstarb Fauth.
Seine Tochter Gertrud Fauth (1886–1932) wurde ebenfalls Lehrerin.

## Schriften
Fauths Unterricht beschäftigte sich vor allem mit Religion, Deutsch und klassischer Philologie. Er ist der Initiator der Zeitschrift für den evangelischen Religionsunterricht gewesen.
- Über die Entstehung des Bösen, mit Hilfsmitteln der Lotzischen Philosophie. Saarbrücken 1873
- Die Prinzipien des Sprach-Unterrichts auf den höheren Schulen vom Standpunkte der allgemeinen Sprachwissenschaft. Düsseldorf 1877
- Die wichtigsten Schulfragen auf dem Boden der Psychologie. Gütersloh 1878
- Systematische Darstellung der christlichen Glaubens- und Sittenlehre, für den evangelischen Religionsunterricht auf höheren Lehranstalten. Höxter 1881
- Das Gedächtniß. Studie zu einer Pädagogik auf dem Standpunkte der heutigen Physiologie und Psychologie. Gütersloh, 1888
- Zum alttestamentlichen Religionsunterricht. Höxter 1891 Digitalisat
- Dr. Martin Luthers Leben dem deutschen Volke erzählt. 1897
- Israels Prophetentum. Die Schriftproben bis zum Ende des Exils. 1900
- Rede bei der Verabschiedung der Abiturienten. Höxter 1902
- Wie erzieht und bildet das Gymnasium unsere Söhne? 1902
- Leitfaden der evangelischen Religionslehre, zum Gebrauch an höheren Schulen nach dem neuesten Lehrplan bearbeitet. 1903
- Der fremdsprachliche Unterricht auf unseren höheren Schulen. Vom Standpunkt der Physiologie und Psychologie beleuchtet. Berlin 1905